# Harpactes orrhophaeus
El trogón canela o surucuá de lomo canela (Harpactes orrhophaeus) es una especie de ave trogoniforme de la familia Trogonidae que habita en el sudeste asiático.

## Descripción
El trogón canela mide alrededor de 25 cm de largo, incluida su larga cola. Su pico azul es robusto y con la punta curvada hacia abajo. El macho tiene la cabeza negra con una pequeña lista superciliar azul. El resto de sus partes superiores son de color canela, salvo sus alas que presentan un fino y denso listado en blanco y negro, y sus partes inferiores son de color rosado rojizo. Su cola es canela en la parte superior y blanca en la inferior, con plumas laterales negras. Las hembras en cambio tienen la cabeza parda con tonos castaños o canelas alrededor de los ojos y en el lorum, y sus partes inferiores son de color ocre amarillento. Además el listado de sus alas es negro y ocre.

## Distribución y hábitat
Se encuentra en la península malaya, Sumatra y el norte de Borneo. Su hábitat natural son las selvas húmedas hasta los 180 m s. n. m.

## Comportamiento
Es una especie sedentaria que alimentan principalmente de insectos que atrapan en niveles entre 2 y 3 metros del suelo.
Esta especie construye su nido en cavidades aproximadamente a 1,5 metros sobre el suelo, y suele poner dos huevos.